# Mongolsko na Letních olympijských hrách 1976
Mongolsko se účastnilo Letní olympiády 1976 v kanadském Montréalu. Zastupovalo ho 43 sportovců (39 mužů a 4 ženy) v 8 sportech.

## Medailisté
| Medaile | Jméno          | Sport | Soutěž                   |
| ------- | -------------- | ----- | ------------------------ |
| Stříbro | Dzevegín Ojdov | Zápas | muži volný styl do 62 kg |